# マライ義勇軍
マライ義勇軍（マライぎゆうぐん）、マラヤの郷土防衛義勇軍（Pembela Tanah Air. Peta.）は、太平洋戦争中の1944年1月、日本軍の占領下にあったマレー半島で、日本軍がマレー人を動員して郷土防衛のために結成させた予備軍組織。単に義勇軍とも呼ばれる。隊長はイブラヒム・ヤーコブ義勇軍中佐。義勇軍の補助組織として義勇隊が組織され、1945年1月には義勇軍の補助役として兵補が組織された。1945年8月15日の日本軍降伏後に解体された。
義勇軍の隊長を務めていたイブラヒム・ヤーコブは、自伝の中で、日本軍による占領期間中、秘かにマラヤ共産党(MCP）のスルタン・ジュナイと連絡をとっていた、としており、1945年8月15日に日本がポツダム宣言を受諾した後、義勇軍はクアラルンプールへ向かって北方へ進軍し、ジョホール近辺で解体された。イブラヒムは戦後もMCPを寄りの立場から政治的な発言・助言を行なっており、イブラヒムとMCPの間で、日本軍の敗戦に際して義勇軍を共産軍に合流させる計画があった可能性が指摘されている。